# 潘希賢
潘希賢（?—），化名潘忠明，籍貫湖南省，中華民國陸軍少將，曾任職國家安全局人事處長。2000年退伍後，違反《臺灣地區人民進入大陸地區許可辦法》規定赴中國工作，曾遭中國官方拘留審訊。因為可能涉及洩露情報，引起新聞關注，但未遭到中華民國起訴。

## 生平
畢業於中華民國陸軍官校第36期，之後於陸軍單位服役。1992年，調任國家安全局工作，曾任總務室主任，人事處處長。
2000年1月20日，於酒後駕駛公務車肇事，但未依規定向國安局報告，遭國安局長丁渝洲斥責。於當年6月1日退休生效，退休後三日，違反規定，於6月4日搭機赴中國深圳，至其官校同學鄭行道開設的帝聞公司，任職總管理處副總經理。中華民國立法院於2000年3月通過《臺灣地區人民進入大陸地區許可辦法》修正案，要求各機關清查涉及機密的退伍人員名單，送交內政部境管局控管。在立法院質詢中，丁渝洲表示，因為國安局未收到修正條文通知，因此疏忽，未進行造冊，使潘希賢可以順利出境，稱已透過管道，請潘希賢回台。
新聞傳至中國，潘希賢發現自己遭到中國官方監視，曾與國安局聯絡，希望回台，6月29日，中國國安部門將他拘留，進行政治審查。在拘留訊問3個月後，將他釋放。潘希賢之後繼續居留中國工作。
2004年4月10日，返回台灣，以領取月退俸。他公開否認曾經洩密，未返回台灣，是因為證件遭中華人民共和國官方扣留。他未通過法務部調查局的測謊，但因未有明確犯罪事實，被釋放。

## 家庭
其妻梁美玲。